# Moyse Blien
Moyse Blien (1700-1762), munitionnaire des armées du Roi, fut préposé général de la Nation Juive en Alsace, puis syndic des juifs de Metz. Il mit sa fortune et ses puissants réseaux au service de sa communauté et intervint avec succès dans l'affaire Hirtzel Lévy.

## Biographie
Moyse Blien (prononcer /blin/) nait à Mutzig en Basse-Alsace vers 1700. Il est le fils de Aron Blien, lui-même né dans le Grand Duché de Bade.
Vers 1725, il épouse Malka Gombricht, d’Obernai, fille du banquier Samuel Gombricht. Sept filles et deux garçons naitront de cette union, tous à Mutzig.

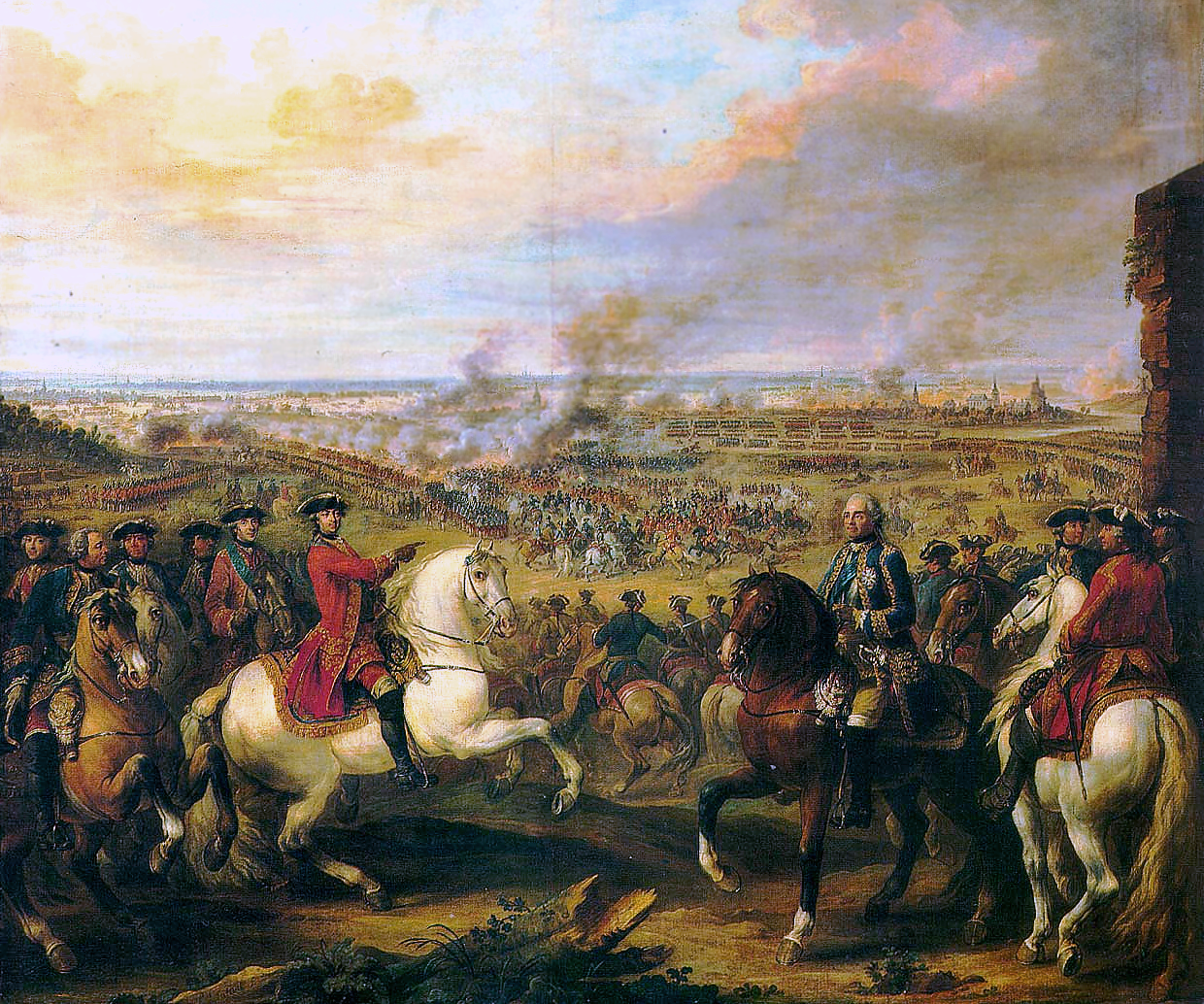
11 mai 1745: Bataille de Fontenoy, par Pierre Lenfant.
Moyse Blien était alors munitionnaire général des armées du roi.

Très tôt, grâce à son entregent, son sens des affaires et sa puissance de travail, Moyse Blien devient fournisseur des armées du Roi, stationnées en Alsace. À ce titre, il fréquente successivement tous les Secrétaires d'État de la guerre, de 1720 à 1757, se créant un réseau de relations, jusqu’au sein de la Cour. Il sera en particulier le protégé du Comte d’Argenson, Ministre d’État, secrétaire à la guerre de 1743 à 1757. Devenu munitionnaire général des armées d’Alsace, Moyse Blien accumule une fortune, qui lui permet d’acquérir des propriétés à Mutzig, Obernai, Bischheim et Hoenheim. 
Mais il ne s’en contente pas. Il entre également en affaire avec François-Joseph de Klinglin, le Préteur royal de Strasbourg. Il obtient une partie du marché de la fourniture du bois de Strasbourg, dans des conditions désavantageuses pour la ville. Certains le soupçonneront de n’avoir été, à cette occasion, qu’une créature de Klinglin. 
En 1743, grâce à l’intervention personnelle du 
Comte d’Argenson, agissant au nom du Roi, Moyse Blien obtient le droit de s’installer à Strasbourg, avec sa famille et ses associés. C’est la première fois qu’un tel droit est concédé à un juif. Moyse Blien loue l’hôtel particulier du Comte de Linange-Dabo et l’aménage à ses frais.
En 1745, il obtient pour neuf ans, au prix de 4 000 livres par an, le fermage des droits de péage dus par les juifs à la ville de Strasbourg (Leibzoll). Les fonds récoltés seront utilisés à la création d’écoles, de synagogues et d’œuvres sociales en faveur des juifs dont une grande partie vivent misérablement.
En 1746, Moyse Blien, devenu le juif le plus puissant de la province, est nommé préposé général de la Nation Juive en Alsace. Il rejoint un directoire comportant déjà deux autres préposés généraux : Aaron Meyer de Mutzig et Jacob Baruch Weil d’Obernai. Les trois hommes vont diriger ensemble leur communauté, jusqu'au départ de Moyse Blien, remplacé par Lehmann Netter en 1754. Les préposés généraux établissent entre eux des liens d’affaire, traitant ensemble les importants marchés de fournitures aux armées. Mais leurs réunions à l’hôtel de Linange-Dabo ressemblent rapidement à des réunions de famille, car leurs enfants se marieront entre eux. Au fil des années, ces trois familles auxquelles bientôt se joindront celles de Lehmann Netter et de Cerf Berr vont former une véritable caste endogame, même si les préposés généraux chercheront toujours à rester au contact de leur communauté.

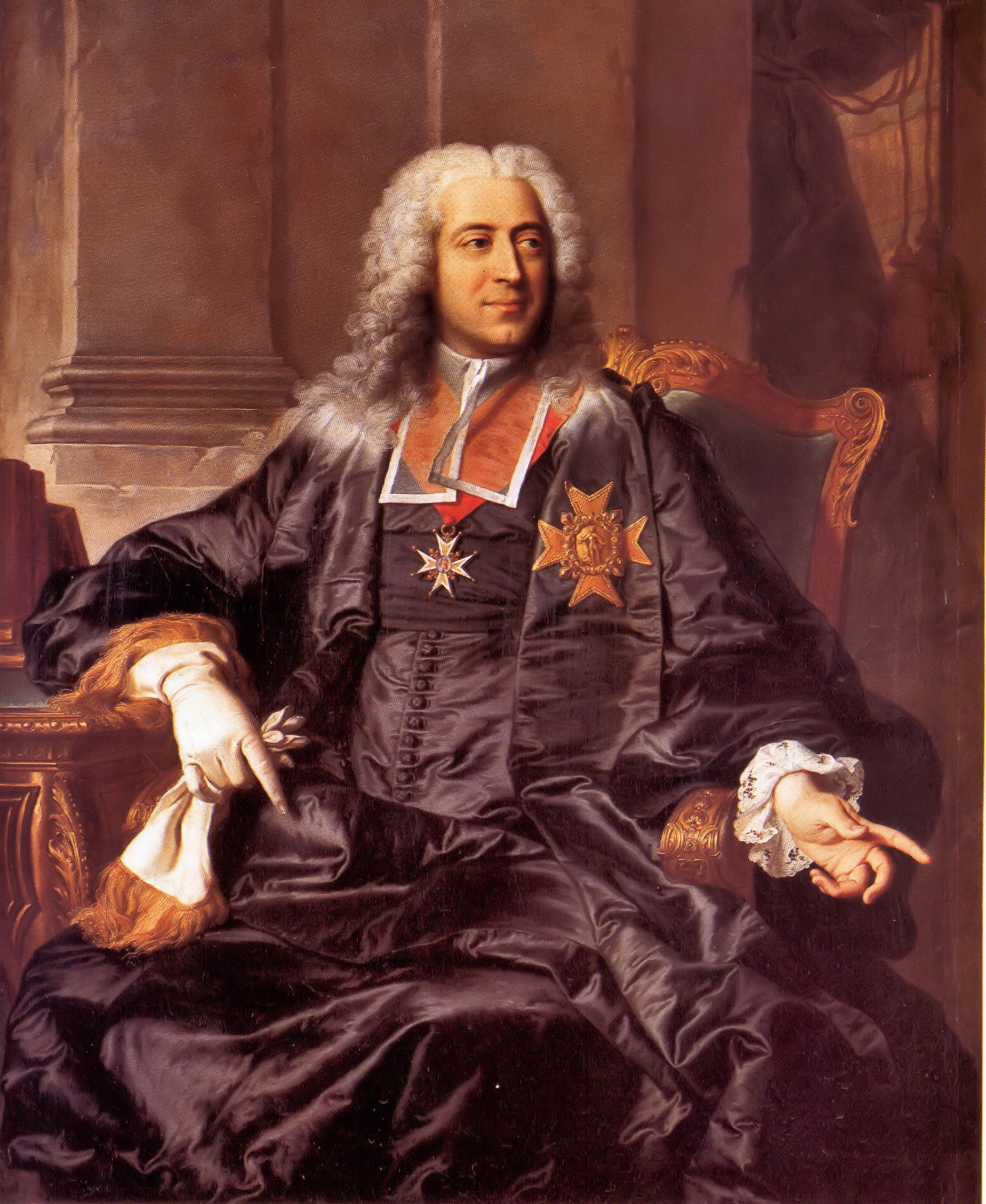
Marc-Pierre de Voyer de Paulmy, comte d'Argenson, qui fut le protecteur de Moyse Blien.

En novembre 1750, Moyse Blien prend à ferme les forges du Comte Guillaume Henri de Nassau-Sarrebruck. La même année, il devient fermier de ses forges de Jägersfreude.
Arrivé au faîte de sa puissance, Moyse Blien décide, pour des raisons non élucidées, de quitter l'Alsace. Il monte à Paris avec son fils, fin 1754. Là, ensemble, ils courent les notaires et Moyse vend la totalité de ses biens alsaciens. 
Au tout début de 1755, Moyse Blien accueille Aaron Meyer et Lehmann Netter, à Paris, dans l’hôtel de Montmorency où il séjourne. Ses anciens « collègues » préposés généraux arrivent d’Alsace pour obtenir la révision du procès de trois juifs soupçonnés de vol en réunion. L’un d’eux, Hirtzel Lévy, vient d’être rompu vif à Colmar sur décision du Conseil Souverain d’Alsace. Les deux autres, Moyse Lang et Menké Lévy sont en attente d’exécution. Peut-être aidés par le Comte d’Argenson, Moyse Blien et ses amis préposés généraux obtiennent du Conseil Privé du Roi la révision de l’entier procès. L’affaire sera rejugée par le parlement de Metz et les trois accusés innocentés.
Après un séjour d’un peu plus d’un an à Paris, Moyse Blien repart vers l’Est en 1756, mais cette fois il choisit Metz, capitale des Trois Évêchés. Il y deviendra syndic des juifs de la ville, fonction qu’il exercera jusqu’à sa mort en 1762. Un an auparavant, il a fait don de 25 000 livres en faveur des enfants pauvres.
Son petit-fils, Samuel Wittersheim, sera à son tour élu préposé général de la nation Juive de 1788 à 1792 et plus tard, grand rabbin de la Moselle.